# Rossignol progné
Luscinia luscinia
Espèce
Statut de conservation UICN

 LC  : Préoccupation mineure

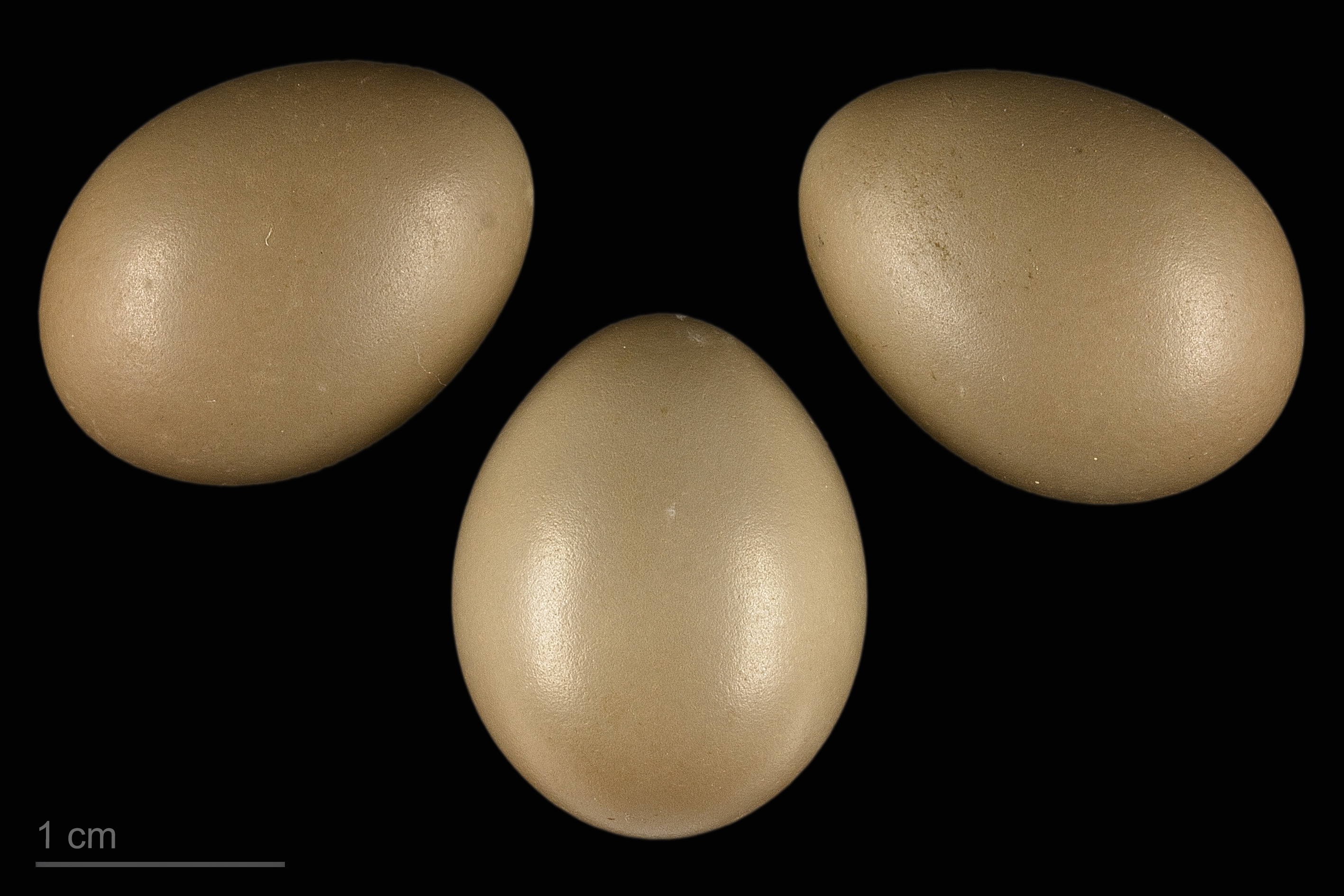
Luscinia luscinia - MHNT

Le Rossignol progné (Luscinia luscinia) est une espèce d'oiseaux appartenant à la famille des Muscicapidae.